# Октябрьское (Воронежская область)
Октябрьское — село в Поворинском районе Воронежской области. Административный центр Октябрьского сельского поселения.

## География
Расположено рядом с озером Моховое Болото.

## Уличная сеть
| - ул. Будённого, - ул. Горького, - Заречная ул., - ул. Карла Маркса, - ул. Кирова, - Красная ул., - Крестьянская ул., | - Кустарная ул., - Ленинская ул., - Луговая ул., - 1-я Набережная ул., - 2-я Набережная ул., - Октябрьская ул., | - Пролетарская ул., - Садовая ул., - Советская ул., - ул. Тельмана, - Трудовая ул., - Южная ул. |

## История
Прежние названия: Калмык, Верховой Калмык, Верхний Калмык. Указание о времени возникновения села имеется в работе краеведа Г. Германова, который писал: «Верховой Калмык при небольшой речке Калмыке, впадающей в Хопёр в 25 верстах от Новохопёрска, стал населяться около 1730 года, а в половине XVIII века в нём построена церковь». Село основали крестьяне-однодворцы, позднее переведённые в разряд государственных крестьян. Они интенсивно эксплуатировались. В результате в селе вспыхивали волнения. Поводом для одного из таких выступлений послужил тот факт, что в 1897 году писарь Сапегин не без ведома земского начальника 2-го участка В. Д. Аршеневского взыскал лишние деньги с крестьян во время сбора податей. По просьбе односельчан крестьянин Степан Верховых писал жалобу в министерство внутренних дел и министерство юстиции, но никакого результата не последовало. И в селе началось волнение. Вот что о нём доносили в департамент полиции:
"9 января сего года (1899) для решения некоторых вопросов в Калмыке был собран сельский сход. В числе собравшихся были: старшина Рождественской вол. Павел Петров Чурилин, сельский староста Животиков, вышеупомянутый писарь Сапегин и пользующийся уважением и доверием крестьянин с. Калмыка их односельчанин Степан Верховых. На сход прибыл земский начальник г. Аршеневский. Увидев Верховых, г. Аршеневский объявил ему, что он, Верховых, не имеет права находиться на сходе, так как состоит под судом. На возражение Верховых: «Не я состою под судом, а наш писарь Сапегин», г. Аршеневский спросил его: «За что он состоит под судом?» Верховых объяснил, что «за перебор податей с крестьян с. Калмыка». После этих переговоров со Степаном Верховых г. Аршеневский, обратившись к сходу, стал объяснять, что никакого перебору при взимании податей не было и нет. Объяснение его было принято с полным недоверием. Далее последовал спор, крики с той и другой стороны, наконец г. Аршеневский, выбежав из сельского управления, сел в свой экипаж и, «напутствуемый криками „Володька-мошенник“, уехал в свое имение».
В 1904 году среди жителей еела начались выступления, направленные против русско-японской войны. Так, житель села Григорий Верховых говорил: «Государь открывает войну, только нас беспокоит, а господ награждает, соберет нас на войну, как червей, и там бьют нас, и все это делается для пользы господ, а нам никакой пользы нет».
Ещё до революции Верховой Калмык был одним из крупнейших сёл в губернии. Его рост был обусловлен местоположением на Саратовском тракте. В селе также издавна находилась почтовая станция.
Свое прежнее название село получило по местоположению близ небольшой речки Калмык. В 1948 году село стало называться Октябрьским — в честь Октябрьской революции.
Первое упоминание о селе Калмык было в 1730 году. Оно располагалось в Рождественской волости Ново-Хопёрского уезда и населяли однодворцы великороссы. Это сословие было образовано в начале XVIII века из сословных групп служивого населения южных рубежей страны: стрельцов, пушкарей, городовых казаков, копейщиков, коротников, затинщиков, вожей, толмачей, рейтар, драгун и т. п. На их базе формировались ланд-милицейские полки. Сословие однодворцев было вольным населением и могло даже иметь своих крепостных крестьян. Просуществовало сословие до середины XIX века, а затем однодворцы великороссы были переименованы в государственных крестьян.
В 1859 году село Калмык вошло во второй стан Новохопёрского уезда Воронежской губернии. Становая квартира находилась в селе Пески.
Указом Президиумов Верховного СоветоваРСФСР от 23 июня 1948 г. № 745/2 село Калмык Борисоглебского района Воронежской области переименовано в село Октябрьское, а Калмыкский сельский Совет — в Октябрьский сельский Совет.

## Население
| 1859 | 1897  | 2010  |
| ---- | ----- | ----- |
| 3885 | ↗6646 | ↘1329 |

### Известные уроженцы
- Дуплищев, Михаил Илларионович (1912—1993) — советский и украинский учёный, доктор технических наук.
- Колесников, Андрей Борисович (род. 1977) — российский военачальник, генерал-майор.
- Шатилов, Василий Митрофанович (1902—1995) — советский военачальник, Герой Советского Союза, генерал-полковник.